# Římskokatolická farnost Hřivice
Římskokatolická farnost Hřivice je církevní správní jednotka sdružující římské katolíky na území obce Hřivice a v jejím okolí. Organizačně spadá do lounského vikariátu, který je jedním z 10 vikariátů litoměřické diecéze. Centrem farnosti je kostel svatého Jakuba apoštola v Hřivicích.

## Historie farnosti
Datum založení tzv. staré farnosti není známo. Matriky jsou v místě vedeny od roku 1784. Kanonicky byla farnost znovuzřízena v roce 1858.

### Duchovní správcové vedoucí farnost
Začátek působnosti jmenovaného v duchovní správě farnosti od:
- 1355   Velislav
- 1362   Svatoslav
- 1377   Bartholomaëus
- Clemens
- 1397   Rudolphus z Hořan
- Nicolaus
- 1401   Andreas
- 1407   Martinus
- 1848   proto-loc (prvo-lokalista) Franc Hampeys, n. 7. 11. 1809 Slaný, o. 15. 7. 1833
- 1859   proto-par. (prvo-farář) Franc Hampeys, n. 7. 11. 1809 Slaný, o. 15. 7. 1833
- 1862   Joann. Wlasák, n. 18. 1. 1821 Skšic., o. 25. 7. 1845, † 25. 4. 1865
- 1866   Car. Schneider, n. 27. 10. 1826 Netolice, o. 15. 11. 1850, † 8. 4. 1887
- 1887   Vinc. Brzobohatý, n. 1. 4. 1843 Dolánek, o. 15. 7. 1868, † 23. 10. 1907
- 1907   par. vacat, admin. interc. Jos. Lusk
- 1909   Franc. Polívka, n. 20. 10. 1865 Třebenice, o. 25. 3. 1888, † 28. 12. 1939
- 1. 1. 1940 Felix Hanoušek, n. 21. 5. 1870 Neobolesl., o. 9. 1 0. 1892, † 16. 8. 1943
- 1. 3. 1944  Anton Janča, n. 13. 6. 1914 Moravanyh, o. 29. 6. 1939, † 16. 2. 1980
- 15. 12. 1951 Karel Kousal
- 1. 11. 2001 Werner Horák
- 1. 12. 2001 Vilém Marek Štěpán O.Praem., admin. exc. z Liběšic u Žatce[2]

Kromě kněží stojících v čele farnosti, působili ve farnosti v průběhu její historie i jiní kněží. Většinou pracovali jako farní vikáři, kaplani, katecheté, výpomocní duchovní aj.

## Území farnosti
Do farnosti náleží území obce:
- Hřivice (Riwitz, Hřiwitz)[p 2]
- Konětopy (Konotop)[p 2]
- Markvarec (Markwartz)[p 2]
- Pnětluky (Netluk)[p 2]
- Solopysky (Solopisk)[p 2]

## Římskokatolické sakrální stavby na území farnosti
| | Fotografie | Stavba                     | Místo     | Bohoslužby                      | Zeměpisné souřadnice             | Status          | Číslo kulturní památky           |
| Kostely | Kostely    | Kostely                    | Kostely   | Kostely                         | Kostely                          | Kostely         | Kostely                          |
| --- | ---------- | -------------------------- | --------- | ------------------------------- | -------------------------------- | --------------- | -------------------------------- |
| 1. |            | Kostel sv. Jakuba apoštola | Hřivice   | bližší informace o bohoslužbách | 50°17′17″ s. š., 13°43′47″ v. d. | farní kostel    | 42847/5-1142 (Pk•MIS•Sez•Obr•WD) |
| 2. |            | Kostel sv. Matouše         | Pnětluky  | bližší informace o bohoslužbách | 50°15′4″ s. š., 13°42′15″ v. d.  | filiální kostel | 42371/5-1325 (Pk•MIS•Sez•Obr•WD) |
| Kaple |            |                            |           |                                 |                                  |                 |                                  |
| 3. |            | Kaple sv. Máří Magdaleny   | Solopysky | bližší informace o bohoslužbách | 50°15′36″ s. š., 13°44′46″ v. d. | obecní kaple    | —                                |
| Některé drobné sakrální stavby a pamětihodnosti lze dohledat zde v databázi Drobné sakrální památky Zaniklé sakrální stavby lze dohledat zde v databázi Poškozené a zničené kostely, kaple a synagogy v České republice |            |                            |           |                                 |                                  |                 |                                  |

Ve farnosti se mohou nacházet i další drobné sakrální stavby, místa římskokatolického kultu a pamětihodnosti, které neobsahuje tato tabulka.

## Příslušnost k farnímu obvodu
Z důvodu efektivity duchovní správy byl vytvořen farní obvod (kolatura) farnosti Liběšice u Žatce, jehož součástí je i farnost Hřivice, která je tak spravována excurrendo.

## Galerie

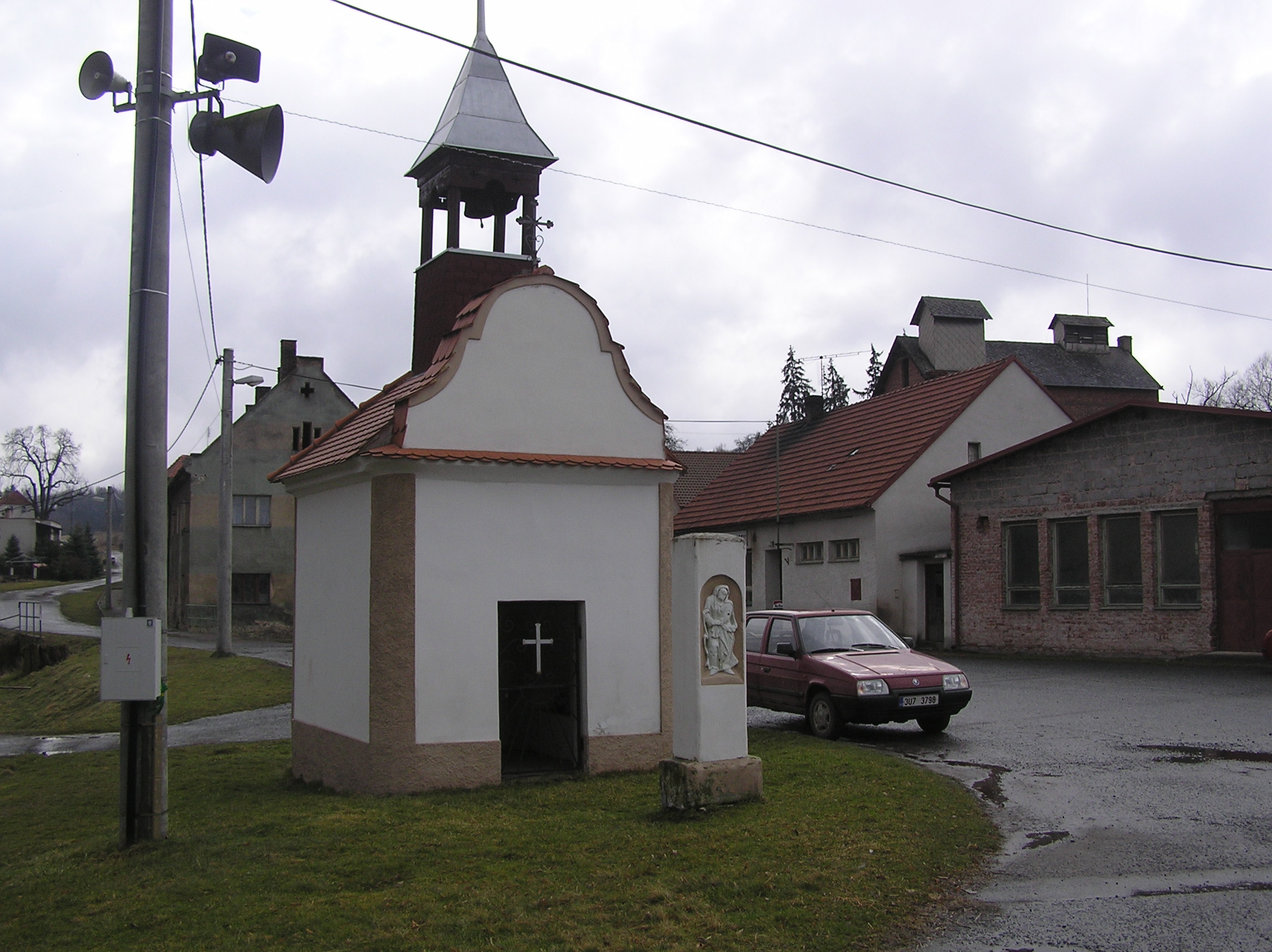
Kaplička na návsi v Konětopech
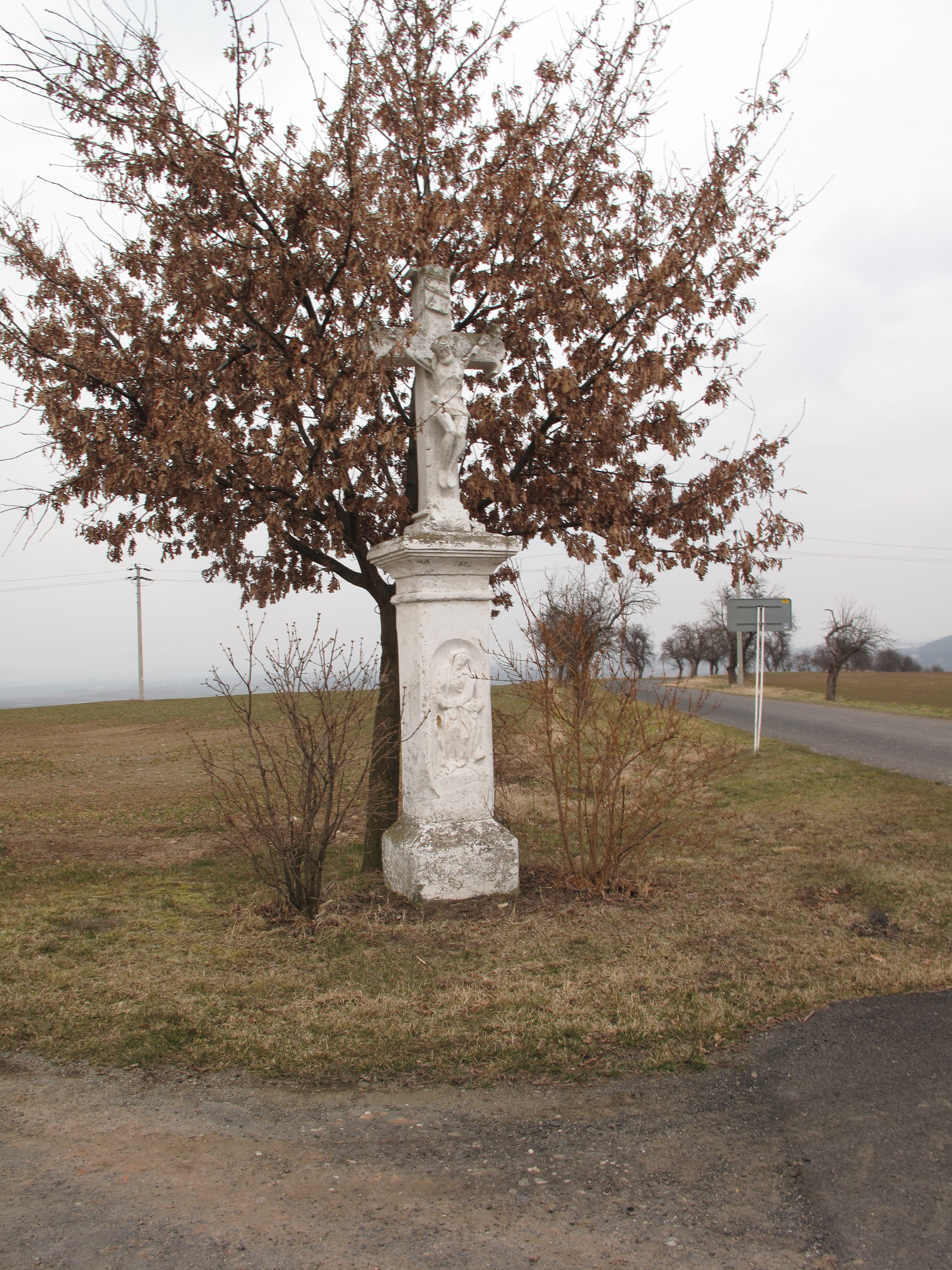
Křížek s reliéfem Panny Marie Bolestné ve vsi Markvarec
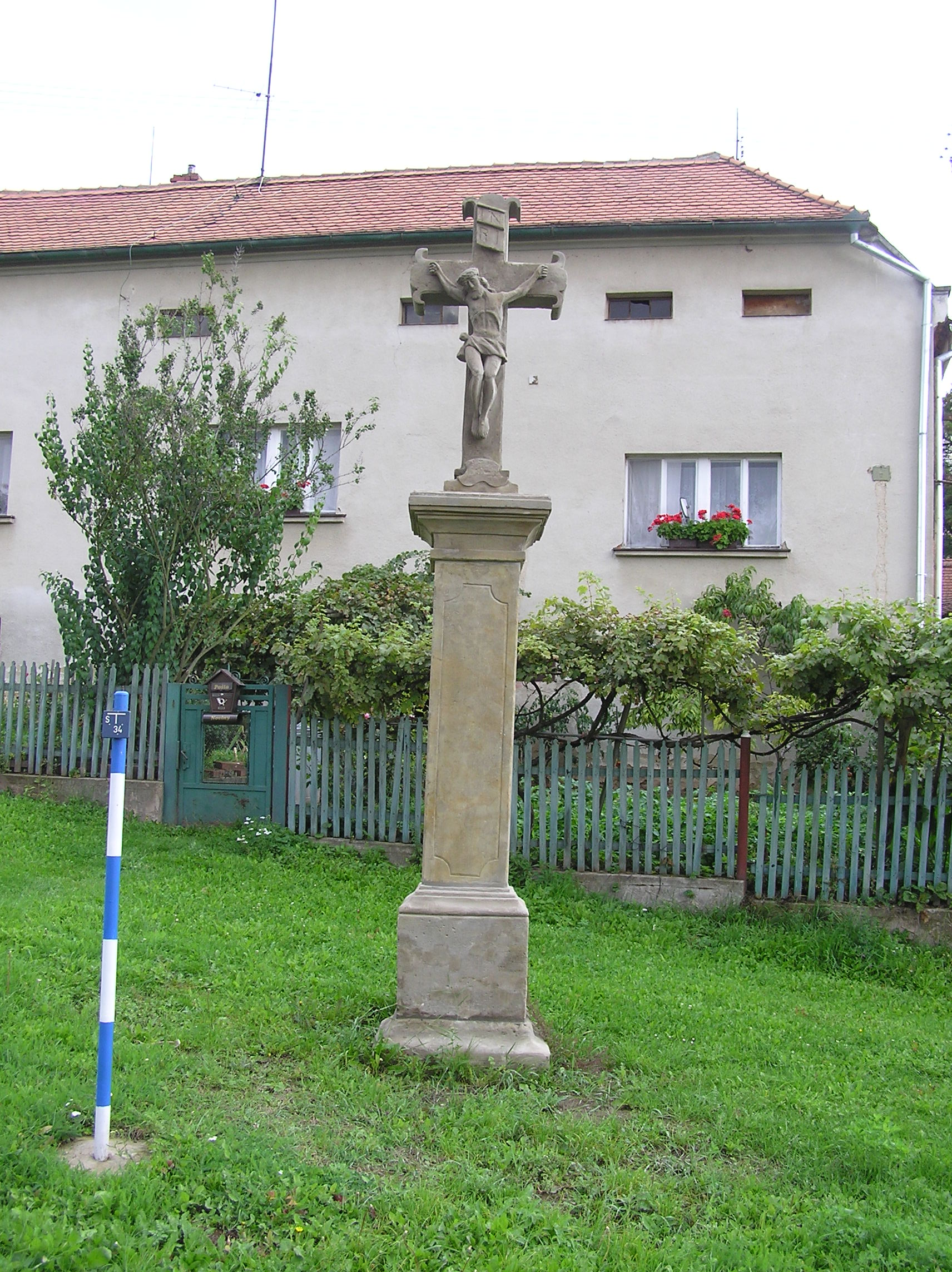
Barokní křížek na návsi v Pnětlukách